# 马恩河畔卢瓦西
马恩河畔卢瓦西（法語：Loisy-sur-Marne，法語發音：[lwazi syʁ maʁn]）是法国马恩省的一个市镇，位于该省东南部，属于维特里勒弗朗索瓦区。

## 地理
马恩河畔卢瓦西（48°45'30"N, 4°32'42"E）面积14.07 平方千米，位于法国大東部大區马恩省，该省份为法国东北部内陆省份，北起阿登省，西北接埃纳省，西南接塞纳-马恩省，南至奥布省，东南接上马恩省，东临默兹省。
与马恩河畔卢瓦西接壤的市镇（或旧市镇、城区）包括：苏朗日、布拉西、库夫罗、德鲁伊、香槟地区迈松、佩尔图瓦地区维特里。

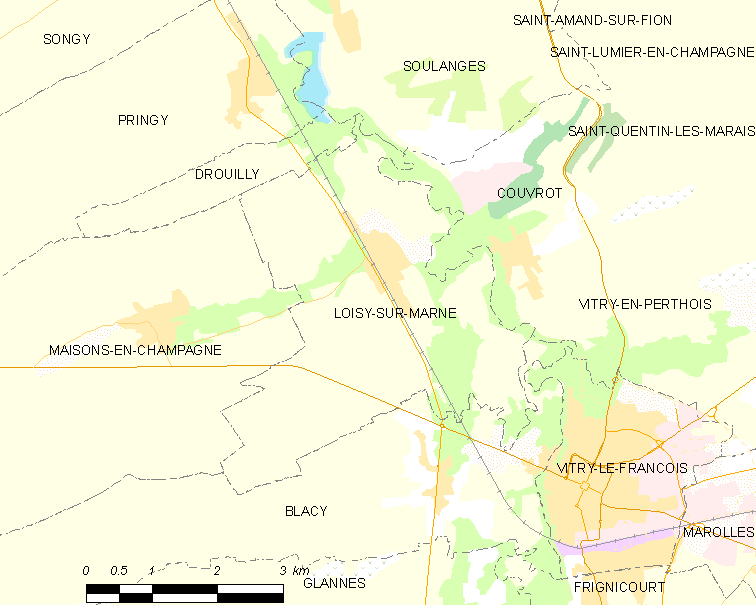
马恩河畔卢瓦西的OSM定位图

马恩河畔卢瓦西的时区为UTC+01:00、UTC+02:00（夏令时）。

## 行政
马恩河畔卢瓦西的邮政编码为51300，INSEE市镇编码为51328。

## 政治
马恩河畔卢瓦西所属的省级选区为维特里勒弗朗索瓦-香槟-代尔县。

## 人口

1962-2008年间马恩河畔卢瓦西人口变化图示

马恩河畔卢瓦西于2022年1月1日时的人口数量为1114人。